# Empidoidea
Empidoidea Latreille, 1804 è una superfamiglia di insetti dell'ordine dei Ditteri (Brachycera: Muscomorpha).

Comprende specie annoverate fra i Brachiceri inferiori, storicamente negli Orthorrhapha, ma rappresentano il raggruppamento più evoluto fra i Brachiceri primitivi. Comprende circa 11400 specie descritte e come tale si configura fra i raggruppamenti sistematici più vasti nell'ambito dell'ordine dei Diptera.

## Generalità
Sono insetti generalmente predatori, sia allo stadio larvale sia allo stadio adulto. Gli adulti hanno apparato boccale di tipo pungente-succhiante e predano altri insetti in volo, con comportamenti simili a quelli degli Asilidi. La morfologia varia, nei singoli dettagli, secondo il gruppo sistematico, con caratteri analoghi talvolta a quelli dei Brachiceri inferiori, talvolta a quelli dei Ciclorrafi primitivi.
Caratteristiche etologiche, spesso ricorrenti fra gli Empidoidea, sono la formazione di sciami nuziali e altri comportamenti relativi alla riproduzione, fra i quali si cita l'offerta di prede alla femmina da parte del maschio.

## Sistematica e filogenesi
In passato, gli attuali Empidoidea si identificavano - a prescindere dalle specifiche posizioni di singole specie o singoli generi riclassificati - con due grandi famiglie, gli Empididae e i Dolichopodidae, entrambe inserite nella coorte degli Orthorrhapha. La filogenesi mise in evidenza la natura parafiletica degli Ortorrafi, rivoluzionando la tassonomia tradizionale dei Brachiceri. In effetti, gli Empidoidea rappresentano la linea collaterale ai Cyclorrhapha, formando con essi il clade monofiletico degli Eremoneura.
Attualmente non esiste ancora un consenso sull'inquadramento tassonomico di alcune superfamiglie che tradizionalmente facevano a gruppi di famiglie di Ortorrafi, in relazione all'identità che si attribuisce all'infraordine dei Muscomorpha. Esistono in merito due differenti posizioni: quella che identifica i Muscomorpha con i Cyclorrhapha, distinguendoli perciò da tutti i Brachiceri inferiori, e quella che li identifica con un raggruppamento più esteso comprendente anche alcune superfamiglie di Brachiceri inferiori, oltre ai Cyclorrhapha. Adottando la prima interpretazione, gli Empidoidea si collocano, insieme agli Asiloidea e ai Nemestrinoidea, nell'infraordine degli Asilomorpha; adottando la seconda interpretazione, gli Empidoidea si collocano nell'ambito dei Muscomorpha. Entrambi gli inquadramenti sono messi in discussione opponendo come motivazione una presunta natura parafiletica degli Asilomorpha o dei Muscomorpha sensu lato. Molti ditterologi, in effetti, tendono a privilegiare per il momento la posizione filogenetica più che una formale collocazione tassonomica della superfamiglia, pertanto gli Empidoidea sono in genere presentati come una superfamiglia strettamente correlata ai Cyclorrhapha.

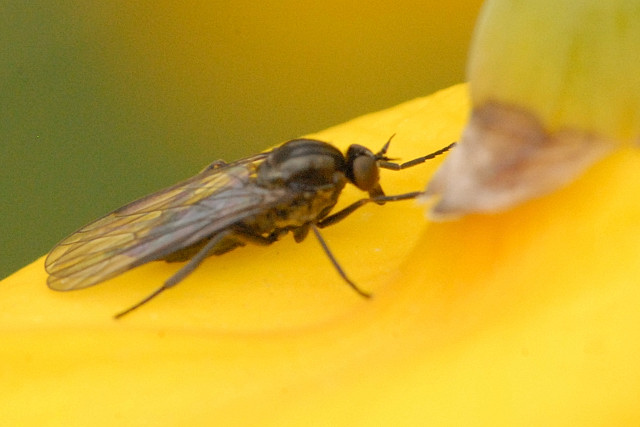
Hilara

La divisione tassonomica fra Empididae e Dolichopodidae, ricorrente fino agli anni settanta, difettava soprattutto nella natura parafiletica degli Empididae come raggruppamento esteso. Chvála (1983) operò la prima significativa revisione, scorporando ed elevando al rango di famiglia le sottofamiglie Hybotinae, Atelestinae e Microphorinae. Questa revisione presentava alcuni punti deboli e non era condivisa da diversi ditterologi. Malgrado ciò ha condizionato gli studi sulla sistematica degli Empidoidea per oltre 20 anni. L'analisi cladistica su base morfologica condotta da Sinclair & Cumming (2006) conferma in parte la revisione di Chvála, dalla quale differisce, sostanzialmente per la separazione della famiglia Brachystomatidae dagli Empididae e per lo spostamento della famiglia Microphoridae sensu Chvála all'interno dei Dolichopodidae, al rango di sottofamiglia. Lo schema tassonomico contempla inoltre la comparsa di alcuni nuovi taxa trattati come sottofamiglie e tribù.
- Famiglia Atelestidae. Suddivisione in due sottofamiglie:
  - Atelestinae
  - Nemedininae

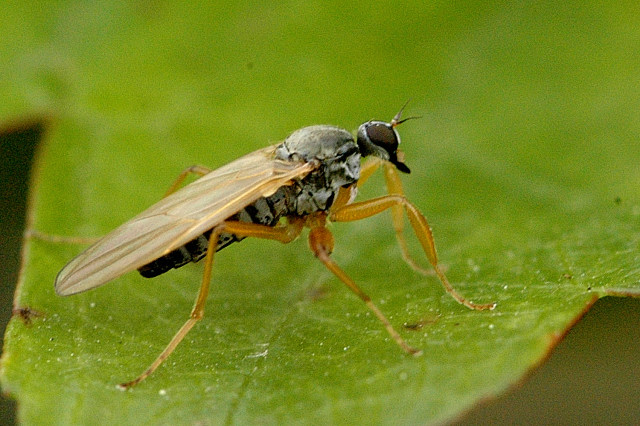
Platypalpus

- Famiglia Brachystomatidae. Suddivisione in tre sottofamiglie:
  - Brachystomatinae
  - Ceratomerinae
  - Trichopezinae
- Famiglia Dolichopodidae. Suddivisione in tre sottofamiglie:
  - Dolichopodinae
  - Microphorinae
  - Parathalassiinae

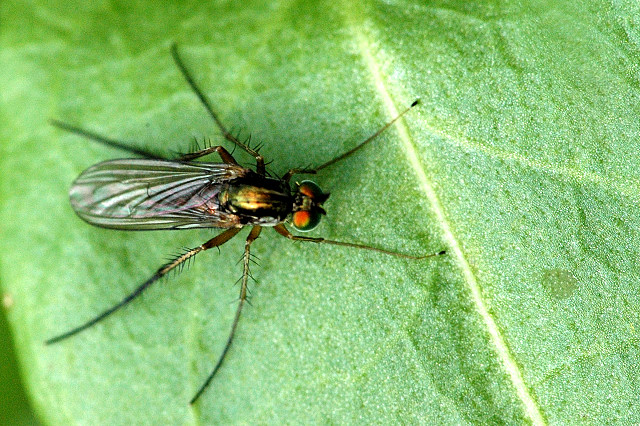
Dolichopus

- Famiglia Empididae. Suddivisione in tre sottofamiglie da cui sono esclusi alcuni generi come incertae sedis:
  - Clinocerinae
  - Empidinae
  - Hemerodromiinae
  - Incertae sedis: Brochella, Dipsomyia, Dryodromia, Hesperempis, Hormopeza, Hydropeza, Philetus, Ragas, Toreus, Zanclotus.

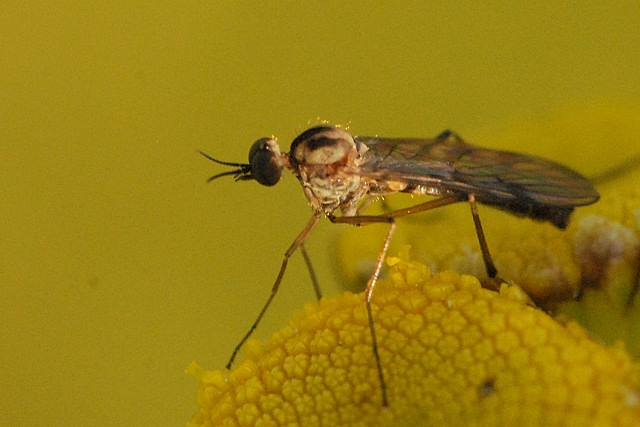
Trichopeza

- Famiglia Hybotidae. Suddivisione in cinque sottofamiglie da cui si esclude un genere come incertae sedis:
  - Hybotinae
  - Ocydromiinae
  - Oedaleinae
  - Tachydromiinae
  - Trichininae
  - Incertae sedis: Stuckenbergomyia
- Incertae sedis
  - Anthepiscopus
  - Homalocnemis
  - Iteaphila
  - Oreogeton

Dallo schema precedente sono esclusi alcuni inquadramenti sistematici, citati in letteratura o nelle banche dati tassonomiche, ma non sufficientemente supportati:

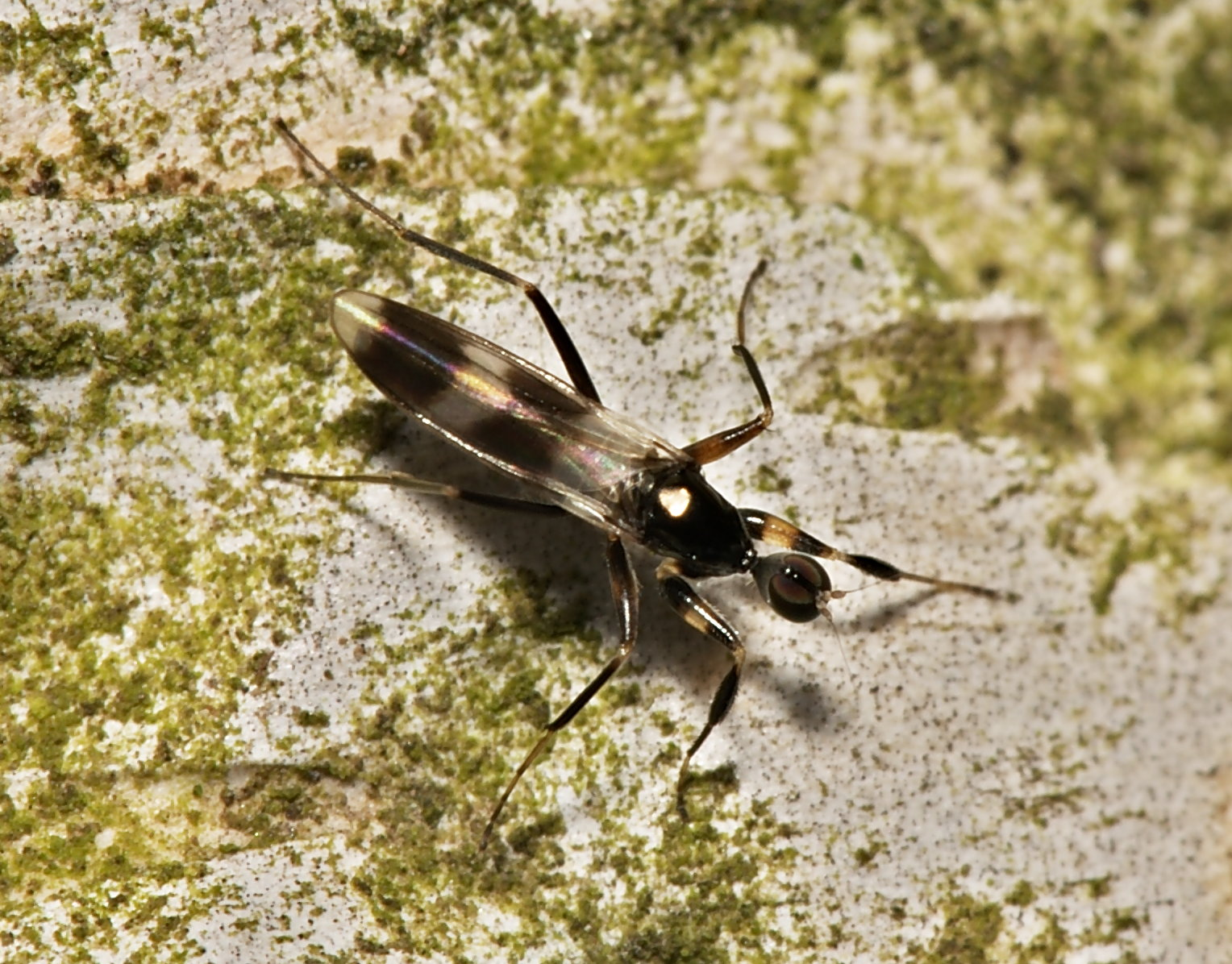
Tachydromia

- Inquadramento di Homalocnemis, genere incertae sedis, nella famiglia Homalocnemiidae[5][6].
- Inquadramento di Oreogeton, genere incertae sedis, nella famiglia Oreogetonidae[5]. La versione aggiornata del Catalog of the Diptera of the Australasian and Oceanian Regions, originariamente sviluppato da Evenhuis (1989), include anche il genere Hydropeza, trattato da Sinclair & Cumming come incertae sedis nell'ambito degli Empididae[7]. Inoltre, in letteratura è citata, nell'ambito degli Empididae, la sottofamiglia Oreogetoninae, considerata da Sinclair & Cumming un raggruppamento di generi parafiletico[4].

Moulton & Wiegmann (2007) hanno svolto un'indagine filogenetica su base molecolare, individuando quattro clade principali corrispondenti alle famiglie degli Atelestidae, degli Hybotidae, degli Empididae sensu lato e dei Dolichopodidae sensu lato. Il lavoro di Moulton & Wiegmann offre un sufficiente supporto alle proposte di Sinclair & Cumming, ma diverge in merito alla separazione della sottofamiglia Brachystomatinae dagli Empididae, non riconoscendo pertanto questa entità come famiglia.

## Distribuzione
Gli Empidoidea sono presenti in tutte le regioni zoogeografiche della Terra, ad eccezione dell'Antartide. Il grado di biodiversità è marcato in particolare nelle regioni temperate e umide, ma va detto che è ancora poco conosciuta l'effettiva rappresentanza di questa superfamiglia nelle regioni tropicali dell'America e dell'Africa.